# Pisoniano
Pisoniano è un comune italiano di 729 abitanti abitanti della città metropolitana di Roma Capitale nel Lazio.

## Geografia fisica

### Territorio
Il territorio comunale è prevalentemente collinare con ampie zone boschive di lecci, querce, castagni, poste a sud-est dei Monti Prenestini, alle pendici della Mentorella.
Il punto più elevato è 1030 mt, mentre il Colle Caselle è 616 mt. Altre cime collinari sono quelle dell'Ara di Palazzo, 582 mt, Colle Bandita, 462 mt, e quella del Colle Bastiano di 440 mt.
Altitudine: altezza su livello del mare espressa in metri, Casa Comunale 532 mt, punto più altoa del paese Il Colle 560 mt.
Minima 398 - Massima 1.030 mt. 
Escursione Altimetrica 632 mt. 
Zona Altimetrica: collina interna
Coordinate: Latitudine 41°54'21"96 N Longitudine12°57'35"28 E Gradi Decimali 41,9061; 12,9598 
| Superficie              | 13,20 km²       |
| Distanza da Roma        | 57 km           |
| Classificazione Sismica | sismicità media |

### Clima
- Classificazione climatica: zona E, 2280 GR/G

## Storia
Fonti storiche fanno risalire l'origine del nome alla gens romana Pisone, in particolare da Lucio Calpurnio Pisone che qui avrebbe avuto una villa di proprietà.
Il nome del luogo ha avuto le seguenti evoluzioni: Vicus Pisonis, Piscanum, Castrum Pisciani,  Pisonianum, Pisiano, Pisciano, Pisoniano. 

Nel XII secolo con il nome di Piscanum o Pisiano appare appartenente al capitolo della basilica di Sant'Eustachio di Roma che la concesse sin dal XIII secolo a componenti della famiglia Colonna alla quale rimase, nel ramo di Genazzano, almeno fino al secolo XV.

## Monumenti e luoghi d'interesse

### Architetture religiose
- Chiesa di San Paolo Apostolo
- Chiesa della Madonna della Neve
- Chiesa di Santa Vittoria
- Chiesa di Santa Maria della Quercia

### Architetture civili
- La fontana dell'acquaiola. Questa fontana è sita in una piazza posta all'ingresso del paese. È stata realizzata nel 2009 e rappresenta una giovane donna nell'intento di portare una conca d'acqua sulla testa.[6]

## Società

### Evoluzione demografica
Abitanti censiti

Nel 2021 i residenti nel Comune di Pisoniano iscritti in anagrafe sono 736

### Etnie e minoranze straniere
Al 31 dicembre 2013 a Pisoniano risultavano residenti 145 stranieri, la nazionalità più rappresentata è quella rumena, con 79 cittadini residenti.

### Tradizioni e folclore
Feste: Una tra le più importanti è il "Corpus Domini" ricordata soprattutto per l'infiorata.
Ci sono anche altre feste tra cui quella di Santa Vittoria, patrona di Pisoniano, festeggiata il 9 luglio.
Il 5 di agosto si celebra la festa della Madonna della neve, una rievocazione storica dove al passaggio della Madonna viene sparata con cannoni della neve artificiale. Il festeggiamento avviene sempre la domenica successiva.
La prima domenica di ottobre si festeggia la Madonna del Santo Rosario.

## Cultura

### Istruzione

#### Musei
- Museo della Canapa.[10][11][12][13]
- Associazione Culturale Vicus Pisonis

## Geografia antropica

### Suddivisioni storiche
Il paese si suddivide in "Rioni": Il borgo, il castellucciu, la scaramella, il caronaro, l'africa, il colle, la piaja, il ponte e il casale.

## Infrastrutture e trasporti

### Strade
- SP 33/a Empolitana I che collega Pisoniano a Tivoli e San Vito Romano, Genazzano

### Istruzione
Il comune ha nel suo territorio l'Istituto Intercomunale Pisoniano Sassa, il quale comprende Medie ed Elementari

## Amministrazione
Dal 1816 al 1870 fece parte, con il nome di Pisciano, della Comarca di Roma, una suddivisione amministrativa dello Stato Pontificio.
Nel 1872 Pisciano cambia denominazione in Pisoniano.

### Gemellaggi
- Sannat (Gozo) , dal 2005[14]

### Altre informazioni amministrative
- Dal 2001 fa parte dell'Unione dei comuni Valle del Giovenzano.
- Fa parte della Comunità montana dei Monti Sabini, Tiburtini, Cornicolani e Prenestini

## Sport

### Calcio e Calcio a 5
L'A.S.D Audace è una società sportiva dilettantistica di calcio nata nel 2014 dalla fusione di tre squadre: A.S.D. Sanvitese Calcio, Audace Genazzano e A.S.D Empolitana Giovenzano; gioca le partite casalinghe presso il Campo Le Rose di Genazzano e milita nella eccellenza laziale.
Il piccolo paese ha anche una squadra di calcio a 5, l'ASD Amatori Pisoniano che milita in Serie D.